# كارلوس إغناثيو رودريغيز فلوريس
كارلوس إغناثيو رودريغيز فلوريس (بالإسبانية: Carlos Ignacio Rodríguez Flores)‏ (6 يناير 1995 - ) هو لاعب كرة قدم تشيلي في مركز الهجوم. لعب مع نادي أونيفرسيداد كاتوليكا.

## وصلات خارجية
- كارلوس إغناثيو رودريغيز فلوريس على موقع قاعدة بيانات كرة القدم.إي يو (الإنجليزية)
- كارلوس إغناثيو رودريغيز فلوريس على موقع Soccerway.com (الإنجليزية)